# Buccinum scalariforme
Buccinum scalariforme là một loài ốc biển, là động vật thân mềm chân bụng sống ở biển trong họ Buccinidae.